# غرب تلال خاسي
غرب تلال خاسي رمزها «WK» (بالإنجليزية: West  Khasi  Hills) ، هو تقسيم إداري لدولة الهند تتبع ولاية ميغالايا (بالإنجليزية: Meghalaya) ، مركزها هو مدينة نونجستون (بالإنجليزية: Nongstoin) عدد سكانها حسب تعداد سنة 2001 هو 294,115 ، مساحتها 5,247 كم² وكثافة السكان 56 لكل كم² .